# Осьма (притока Дніпра)
Осьма(рос. Осьма) — річка в Російській Федерації, що протікає в Смоленській області (Вяземський та Дорогобузький райони). Ліва притока Дніпра. Довжина — 104 км. Витоки розташовані поблизу залізничної станції Ждановка, що на лінії Мінськ — Москва, на південному заході Вяземської височини.